# コーデュロイ (バンド)
コーデュロイ (Corduroy) は、イギリスのアシッドジャズ・バンドである。1990年代に興ったアシッドジャズ・ムーヴメントではマザー・アース等とともに一世を風靡した4人組の音楽グループである。日本ではトラットリアからリリースしており、1995年にはコーネリアスやカヒミ・カリィらとともにP'PARCOのCMに出演していた。
2017年4月のライブでメンバーが再集結し、2018年にアルバム『リターン・オブ・ザ・ファブリック・フォー』を発表、現在に至る。

## メンバー
- ベン・アディソン (Ben Addison) - ドラム、ボーカル
- スコット・アディソン (Scott Addison) - キーボード、ボーカル
- サイモン・ネルソン・スミス (Simon Nelson-Smith) - ギター
- リチャード・サール (Richard Searle) - ベース

## ディスコグラフィ

### スタジオ・アルバム
- 『ダッド・マン・キャット』 - Dad Man Cat (1992年)
- 『ハイ・ハヴォック』 - High Havoc (1993年)
- 『アウト・オブ・ヒア』 - Out of Here (1994年)
- 『ニュー・ユー!』 - The New You! (1997年)
- 『クリック!』 - Clik! (1999年)
- 『リターン・オブ・ザ・ファブリック・フォー』 - Return of the Fabric Four (2018年)

### ライブ・アルバム
- 『クアトロ - ライヴ・イン・ジャパン 1994』 - Quattro - Live in Japan 1994 (2001年)
- London England Live  (2014年)

### コンピレーション・アルバム
- Mini!: The Best of Corduroy (1998年)
- 『ベスト・オブ・ジ・アシッド・ジャズ・イヤーズ』 - The Best Of The Acid Jazz Years (1999年)
- 『ロンドン、イングランド』 - London, England (2001年)
- 『ザ・ファブリック・フォー』 - The Fabric Four: The Best of Corduroy (2002年)
- Something in My Eye: The Best of Corduroy (2004年)
- Winky Wagon - Best Of The Psy-Fi Years (2019年)
- Rare Stock : Rarities From The Corduroy Vaults (2019年) ※レア・トラック集

### EP
- 『クロスファイア EP』 - Crossfire EP (1993年)

### シングル
- "Something in My Eye" (1993年)
- "The Frighteners" (1993年)
- "Motorhead" (1993年)
- "Mini" (1994年)
- "The Joker is Wild" (1997年)
- "Moshi Moshi" (1999年)
- "Thing For Love" (1999年)